# Осми конгрес СК Босне и Херцеговине
Осми конгрес Савеза комуниста Босне и Херцеговине одржан је од 18. до 20. маја 1982. у великој дворани Културно-спортског центра Скендерија у Сарајеву. Конгресу је присуствовало 800 делегата.
Конгрес је отворио Никола Стојановић председник Централног комитета СК Босне и Херцеговине, који је поднео реферат Задаци Савеза комуниста Босне и Херцеговине у даљем развоју социјалистичког самоуправљања и остваривању динамичног и складног привредног раста. Потом је делегате Конгреса у име Централног комитета СКЈ поздравио Душан Алимпић, Председништва ЦК СКЈ.
Након избора радног председништва, Конгрес је наставио рад у пет комисија — Комисија за идејно-политичко и акционо изграђивање Савеза комуниста Босне и Херцеговине као револуционарне организације радничке класе (уводно излагање Иван Бригић), Комисија за јачање и развој социјалистичких самоуправних односа у пољопривреди и на селу (Нико Михаљевић), Комисија за развој политичког система социјалистичког самоуправљања (Мато Андрић), Комисија за даљи развој и јачање социјалистичког самоуправљања и складан друштвено-економски развој (Суада Муминагић) и Комисија за међународну сарадњу и сарадњу у међународном радничком покрету (Славојка Јанковић).
Последњег дана рада, Конгрес је усвојио извештај о раду Централног комитета СК Босне и Херцеговине између Седмог и Осмог конгреса, као и извештаје о раду Статутарне и Надзорне комисије. Увојена је Резолуцију о задацима Савеза комуниста Босне и Херцеговине у борби за даљи развој социјалистичког самоуправљања, коју је образложио Хамдија Поздерац, као и измене и допуне Статута Савеза комуниста Босне и Херцеговина, којима је функцију председника Централног комитета заменило Председништво ЦК СК БиХ, које је било колективни извршно-политички орган. Новим статутарним одредбама мандат председника Председништва ЦК СК БиХ износио је годину дана, док је мандат секретара Председништва ЦК СК БиХ износио две године, без права поновног избора. Изабран је нови Централни комитет СК Босне и Херцеговине од 133 чланова (80 новоизабраних), Комисија за статутарна питања и Надзорна комисија. Изабрани су и кандидати за органе Савеза комуниста Југославије — Централни комитет СКЈ, Статутарну и Надзорну комисију.
На првој седници Централног комитета за председника Председништва ЦК СК БиХ изабран је Хамдија Поздерац, који је ову функцију вршио у два једногодишња мандата (1982—1984), а након њега Мато Андрић (1984—1986). Функцију секретара, у по једном двогодишњем мандату, вршили су — Иван Бригић (1982—1984) и Живко Грубор (1984—1986).

## Централни комитет
Чланови Централног комитета Савеза комуниста Босне и Херцеговине изабрани на Осмом конгресу СК Босне и Херцеговине 20. маја 1982. године:
1. Мухамед Абаџић
2. Фикрет Абдић
3. Милан Ачић
4. Мухарем Аданалић
5. Мухидин Агић
6. Мато Андрић
7. Никола Андрић
8. Живко Бабић
9. Љубо Бабић
10. Мухамед Берберовић
11. Срето Благојевић
12. Емерик Блум
13. Богић Богићевић
14. Миодраг Богићевић
15. Иван Бригић
16. Изет Брковић
17. Анте Будимир
18. Љубо Бурсаћ
19. Наил Вајрача
20. Ђуро Векић
21. Чедомир Висић
22. Филип Вуковић
23. Анђелко Васић
24. Марко Вукадин
25. Васо Гачић
26. Раде Галеб
27. Енес Готовуша
28. Хасан Грабчановић
29. Живко Грубор
30. Ненад Гузина
31. Алија Делић
32. Абаз Дероња
33. Раиф Диздаревић
34. Влатко Долечек
35. Драго Ђаковић
36. Михаило Ђоновић
37. Ратко Живковић
38. Ахмо Живојевић
39. Душко Згоњанин
40. Светозар Зимоњић
41. Анто Зрнић
42. Сенија Ибрахимефендић
43. Петар Иљић
44. Решид Имановић
45. Алија Исаковић
46. Емира Исламовић
47. Хрвоје Иштук
48. Вилосав Јевђенић
49. Иво Јевтић
50. Кажимир Јелчић
51. Ристо Јовановић
52. Ристо Јуршић
53. Хусеин Кавић
54. Момир Капор
55. Насиба Капиџић Хаџић
56. Кемал Карачић
57. Стана Кнежевић
58. Фердија Којмић
59. Ферхад Которић
60. Исмет Кресо
61. Александар Кривињски
62. Анђелко Крнојелац
63. Демирај Куртеш
64. Алија Латић
65. Недељко Магазин
66. Сеад Маглајлија
67. Младен Марин
68. Мирјана Марић
69. Марко Марковић
70. Драго Мартиновић
71. Милан Малбашић
72. 3ора Маловић Шолаја
73. Матиша Микулић
74. Аника Мисирача
75. Јово Мишковић
76. Исмет Мухаремовић
77. Суада Муминагић
78. Бего Мурселовић
79. Мехмед Мутевелић
80. Милојка Надаџин
81. Анћелко Обад
82. Омер Омердић
83. Шаћир Омић
84. Голико Остојић
85. Аугустин Папић
86. Алби Папо
87. Миле Перковић
88. Предраг Пиличић
89. Мухарем Пиралић
90. Сабрија Појскић
91. Љиљана Пољак
92. Драшко Поповић
93. Миладин Поповић
94. Хакија Поздерац
95. Хамдија Поздерац
96. Ана Раић
97. Миланко Реновица
98. Васо Савановић
99. Химзо Салихбашић
100. Авдо Сарајлић
101. Невенка Селимовић
102. Душан Сердар
103. Зденко Скок
104. Вахида Срзић
105. Владо Султановић
106. Анто Сучић
107. Ибрахим Табаковић
108. Хасан Тахировић
109. Љиљана Терзић
110. Ђорђо Тодоровић
111. Станко Томић
112. Влатко Ћосић
113. Катица Ћурковић
114. Гојко Убипарип
115. Милан Узелац
116. Загорка Умићевић
117. Мустафа Фалан
118. Никола Филиповић
119. Расим Хајдарбеговић
120. Адем Ханџић
121. Мирсада Хаџић.
122. Муло Хаџић
123. Есад Хорозић
124. Емир Хумо
125. Иван Цвитковић
126. Авдо Чампара
127. Асим Челебић
128. Војислав Чоловић
129. Џемил Шарац
130. Милан Шимпрага
131. Милан Шкоро
132. Шима Шимунац
133. Љиљана Шурбат

## Председништво ЦК
Чланови Председништва Централног комитета Савеза комуниста Босне и Херцеговине изабрани на првој седници Централног комитета одржаној 20. маја 1982. године:
1. Хамдија Поздерац, председник
2. Иван Бригић, секретар
3. Мато Андрић
4. Живко Грубор
5. Раиф Диздаревић
6. Антон Зрнић
7. Драшко Поповић
8. Хамдија Поздерац
9. Невенка Селимовић
10. Станко Томић
11. Гојко Убипарип
12. Есад Хорозић
13. Хрвоје Иштук